# کارولتون، شهرستان کارول، ایندیانا
کارولتون (به انگلیسی: Carrollton) یک منطقهٔ مسکونی در ایالات متحده آمریکا است که در شهرستان کرول، ایندیانا واقع شده‌است. کارولتون ۲۳۸٫۰۵ متر بالاتر از سطح دریا واقع شده‌است.